# Ophiolebes mortenseni
Ophiolebes mortenseni är en ormstjärneart som beskrevs av A.H. Clark 1916. Ophiolebes mortenseni ingår i släktet Ophiolebes och familjen knotterormstjärnor. Inga underarter finns listade i Catalogue of Life.